# Estonia en los Juegos Olímpicos de Salt Lake City 2002
Estonia estuvo representada en los Juegos Olímpicos de Salt Lake City 2002 por un total de 17 deportistas que compitieron en 5 deportes.  
El portador de la bandera en la ceremonia de apertura fue el deportista de combinado nórdico Allar Levandi.

## Medallistas
El equipo olímpico estonio obtuvo las siguientes medallas:
| Nombre          | Deporte        | Competición |
| --------------- | -------------- | ----------- |
| Oro             |                |             |
| Andrus Veerpalu | Esquí de fondo | 15 km M     |
| Plata           |                |             |
| Andrus Veerpalu | Esquí de fondo | 50 km M     |
| Bronce          |                |             |
| Jaak Mae        | Esquí de fondo | 15 km M     |